# 的場加恵
的場 加恵（まとば かえ、1989年3月11日 - ）は、日本の女性元声優。神奈川県出身。アスクマネージメント、賢プロダクションに所属していた。

## 人物
テレビ朝日アスク声優養成コース、特別クラス出身。スクールデュオ12期生 。
2017年3月をもって賢プロダクションを退所。

## 出演

### テレビアニメ
2012年
- マギ The labyrinth of magic

2013年
- アイカツ!（生徒）
- 義風堂々!! 兼続と慶次（遊女）
- 戦勇。（スライム（1話）、太陽さん（2話））
- 探検ドリランド -1000年の真宝-（主婦）

2014年
- パックワールド（主婦A、パックワールドの住人）
- 結城友奈は勇者である -結城友奈の章-（かめや店員、女将）
- モンスター・ハイ こわイケガールズ（クラウディーン・ウルフ）

2015年
- K RETURN OF KINGS（会場放送）

2016年
- ドリフェス!（おばちゃん）
- あまんちゅ!（てこの担任）

### 劇場アニメ
- 結城友奈は勇者部所属（2017年）
  - 第1話（バドミントン部部長）
  - 第2話（園児）
  - 第3話（旅館の女将）

### ゲーム
- イナズマイレブンGO2 クロノ・ストーン ネップウ/ライメイ（2012年、歓声 他）
- ライトニング リターンズ ファイナルファンタジーXIII（2013年）[12]
- セーラーゾンビ〜AKB48 アーケード・エディション〜（2014年）
- ガンダムブレイカー2（2014年）[13]
- モンスター娘のいる日常オンライン（2015年、ビマ・ククル・喬・ミミ）

### 吹き替え
- アイス・エイジ3/ティラノのおとしもの
- アイス・エイジ4/パイレーツ大冒険（ピーチ）
- アイス・エイジ5/止めろ! 惑星大衝突（ピーチ）
- アウトロー（クリシー・ファリアー）
- 悪の法則（パーティーの女2）[14][15]
- 憧れのウェディング・ベル（マーガレット）
- ある公爵夫人の生涯
- 1941（ガス）
- 1年に12人の男（ソヒ）
- ウルヴァリン:X-MEN ZERO(エマ)[16]
- NCIS 〜ネイビー犯罪捜査班（エリン・ケンドル/ダニカ・マッケラー）
- 最強のふたり（ミナ）[17]
- ジャンゴ 繋がれざる者（ララ）[18]
- ちりも積もればロマンス（ソンイ）
- パラノーマル・アクティビティ4（ロビー）
- ホートン/ふしぎな世界のダレダーレ（ヒルダ）
- ホラー・エクスプレス/ゾンビ特急地獄行（イリーナ/シルヴィア・トルトーサ）※BD版
- ミケランジェロ・プロジェクト
- ロマンスタウン（オ・ヒョンジュ）
- 私の居場所の見つけかた（パティ/ジュディ・グリア）
- 客主（ケトン/メウォル）

### 舞台
- 文学座付属演技研究所発表会
  - わが町
  - 女の一生
  - 春のめざめ（ヴェンドラ/ベルクマン）